# DynCorp
DynCorp International Inc. ([ˈdaɪnkɔrp]), — американський приватний військовий підрядник. Розпочавши як авіаційна компанія, вона також надавала послуги з підтримки польотних операцій, навчання та наставництва, міжнародного розвитку, підготовки та підтримки у сфері розвідки, надзвичайних операцій, охорони, а також експлуатації та обслуговування наземної техніки. DynCorp отримувала понад 96 % свого понад тримільярдного річного доходу від уряду США. Штаб-квартира компанії розташовувалася в невключеній частині округу Ферфакс поблизу Фоллс-Черч, штат Вірджинія, у той час як контракти компанії управлялися з її офісу в аеропорту Альянс у Форт-Ворті, Техас. DynCorp надавала послуги збройним силам США у низці воєнних театрів, зокрема в Болівії, Боснії, Сомалі, Анголі, Гаїті, Колумбії, Косово та Кувейті. Вона також відповідала за значну частину охорони президента Афганістану Хаміда Карзая та навчала більшу частину поліцейських сил Іраку та Афганістану. DynCorp також була залучена до робіт з ліквідації наслідків урагану Катріна в Луїзіані та сусідніх районах. Компанія отримувала контракти на кожному етапі конкурсного відбору з моменту отримання першого контракту Contract Field Teams у 1951 році.
У 2020 році компанію DynCorp було придбано конгломератом з надання оборонних послуг Amentum, штаб-квартира якого розташована в Джермантауні, штат Меріленд. 21 квітня 2021 року назву DynCorp було офіційно припинено, а працівників і послуги переведено до складу Amentum.

## Історія

### California Eastern Aviation (1946—1961)

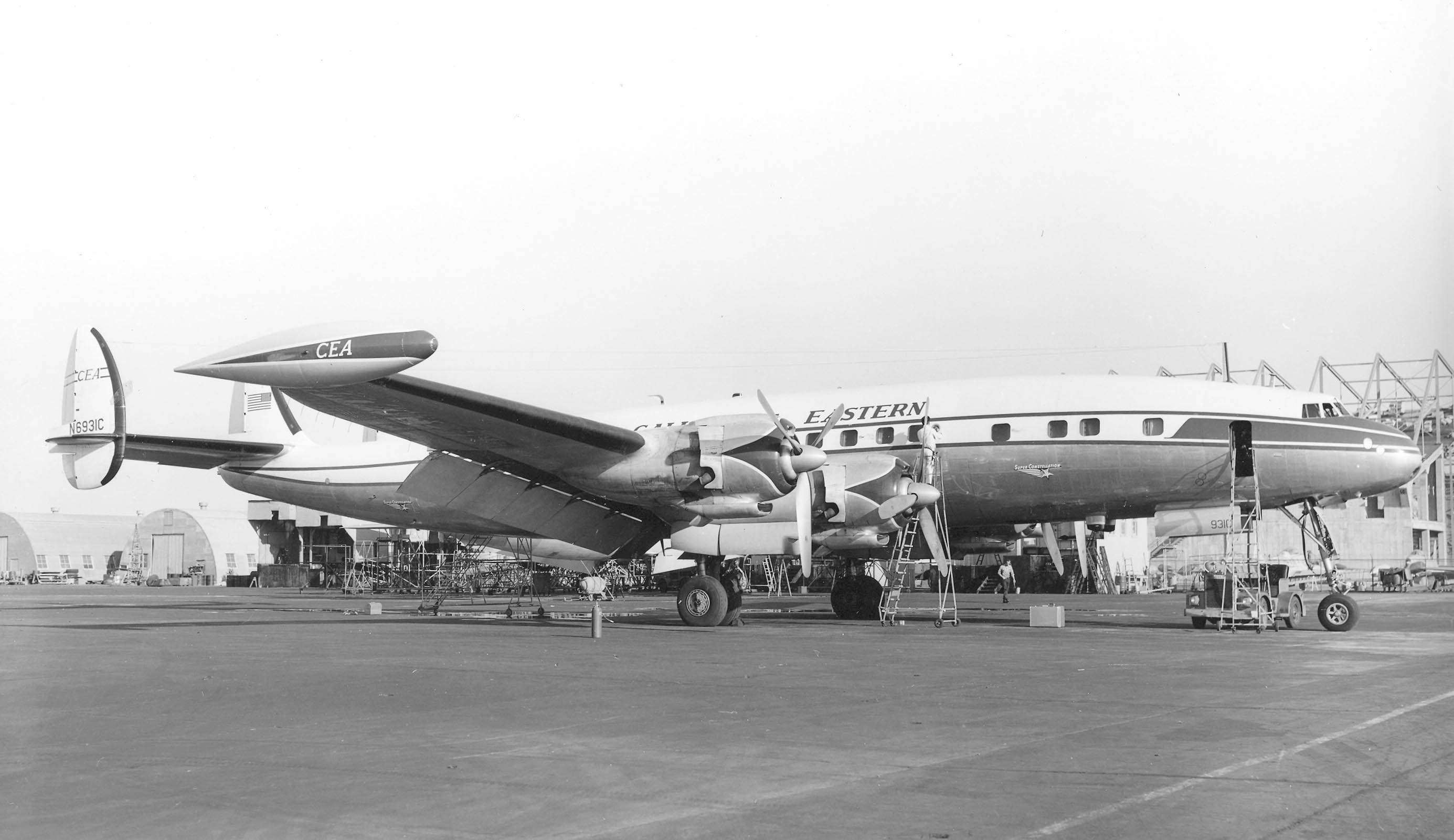
Lockheed L-1049 Super Constellation, Окленд, 1957

California Eastern Aviation була зареєстрована в штаті Делавер 14 січня 1946 року. Вона працювала як загальний перевізник до 1948 року, здійснюючи вантажні перевезення між східним і західним узбережжям США, будучи одним з найбільших внутрішніх вантажних авіаперевізників того часу. На жаль, така діяльність виявилася неприбутковою, і в травні 1948 року компанія оголосила себе банкрутом, припинивши діяльність як загальний перевізник і перейшовши до здачі своїх літаків в оренду, що дозволило їй вийти з банкрутства у 1950 році. Після цього вона стала неліцензованим перевізником, працюючи на військові замовлення США. У 1950-х роках її підрозділ California Eastern Airways підтримував Корейську війну, лінію DEW, діяльність США на Філіппінах, у Французькому Індокитаї, а також утримував персонал у Токіо, на Гаваях і острові Вейк, ставши одним із найбільших таких операторів. Авіакомпанія використовувала як Douglas DC-4, так і Lockheed Constellation. У 1959 році перевізник отримав тимчасову сертифікацію як додатковий авіаперевізник; на той момент він мав два підрозділи (авіаційну діяльність і підготовку пілотів) і дві дочірні компанії — Land-Air та Air Carrier Service Corp. Компанія Land-Air мала контракти на проведення досліджень і розробок на ракетному полігоні Вайт-Сендс. У 1960 році California Eastern продала свої авіаційні операції компанії President Airlines.
Компанія DynCorp веде свою історію від двох компаній, заснованих у 1946 році: California Eastern Airways (CEA), вантажної авіакомпанії, та Land-Air Inc., компанії з обслуговування літаків. California Eastern Airways була заснована невеликою групою пілотів, які повернулися з Другої світової війни і хотіли увійти в ринок вантажних авіаперевезень. Це була одна з перших компаній, що здійснювала вантажні перевезення повітрям, і вже за рік вона обслуговувала обидва узбережжя США. California Eastern Airways диверсифікувала свою діяльність, отримавши низку урядових контрактів у сфері авіації та управління, доставляла вантажі під час Корейської війни, і відповідала за обслуговування ракетного полігону Вайт-Сендс (клієнта, якого DynCorp обслуговує вже понад 50 років).
У 1951 році компанія Land-Air Inc., яка створила перші контрактні польові групи (команди техніків, які обслуговували військові літаки для ВПС США), була придбана компанією California Eastern Aviation Inc. DynCorp досі володіє цим контрактом, обслуговуючи як вертольоти, так і літаки всіх родів військ США. На той час річні доходи компанії становили 6 мільйонів доларів.
У 1952 році компанія, перейменована на California Eastern Aviation, Inc., об'єдналася з Air Carrier Service Corporation (AIRCAR), яка продавала комерційні літаки та запчастини іноземним авіакомпаніям і урядам.

### Dynalectron (1962—1987)
До 1961 року компанія California Eastern Aviation потребувала нової назви, яка б відображала зростання та диверсифікацію компанії. Назву «Dynalectron Corporation» було обрано з-поміж 5 000 пропозицій від працівників. У 1976 році Dynalectron відкрила штаб-квартиру в Макліні, Вірджинія. Через збільшення розмірів компанія була реорганізована в чотири основні підрозділи: Спеціальні контракти, Енергетика, Державні послуги та Авіаційні послуги. За 30 років з моменту заснування CEA Dynalectron придбала 19 компаній, мала активи на суму 88 мільйонів доларів США, портфель замовлень у 250 мільйонів, 7 000 працівників і річний обсяг продажів у 300 мільйонів доларів США.
У 1964 році Dynalectron диверсифікувалася в енергетичний сектор, придбавши компанію Hydrocarbon Research, Inc. Завдяки цьому придбанню Dynalectron розробила процес H-Coal, що перетворював вугілля на синтетичне рідке паливо. Роботи привернули загальну увагу національного рівня під час арабських нафтових ембарго 1970-х років. На початку 1980-х Texaco, Ruhrkohle та Itochu просували процес H-Oil від Dynalectron.
У період з 1976 по 1981 рік компанія провела два публічних розміщення акцій та придбала ще 14 компаній. До 1986 року Dynalectron була однією з найбільших оборонних підрядників Північної Америки.

### DynCorp та розширення (1987—2003)

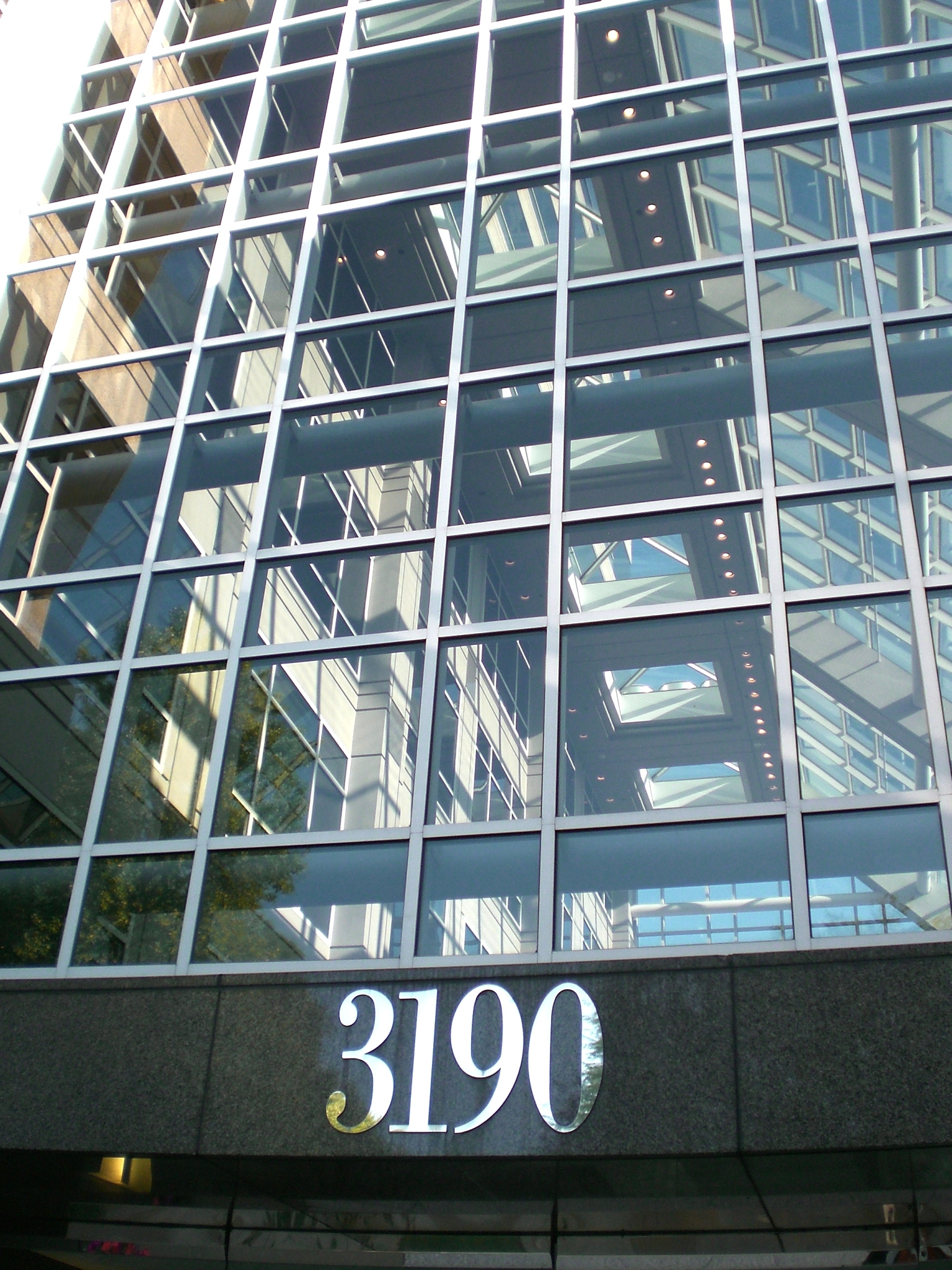
Штаб-квартира DynCorp

У 1987 році Dynalectron змінила назву на DynCorp. У 1988 році компанія стала приватною, щоби уникнути ворожого поглинання з боку фінансиста з Маямі Віктора Познера, завдяки ініціативі працівників під керівництвом Даніеля Р. Банністера. Як писав Т. Ріс Шапіро в його некролозі 2011 року, Банністер «отримував 1,65 долара на годину, коли в 1953 році почав працювати в DynCorp як технік-електронник», згодом ставши її президентом і генеральним директором (1985—1997).
У 1994 році доходи DynCorp становили приблизно 1 мільярд доларів США.[джерело?] У 1997 році DynCorp об'єдналася з британською компанією Porton International для створення DynPort Vaccine Group. Того ж року DynPort отримала контракт від Joint Vaccine Acquisition Program (Міністерство оборони США) на виготовлення 300 000 доз нової вакцини проти віспи для військових США.

### Продаж CSC, IPO та купівля Cerberus Capital (2003—2020)
У березні 2003 року компанія DynCorp разом із дочірніми підприємствами була придбана Computer Sciences Corporation (CSC) за приблизно 914 мільйонів доларів США. Менше ніж за два роки CSC оголосила про продаж трьох підрозділів DynCorp (DynCorp International, DynMarine і деяких контрактів DynCorp Technical Services) інвестиційному фонду Veritas Capital Fund, LP за 850 мільйонів доларів. Після продажу CSC залишила за собою права на назву «DynCorp», а нова компанія отримала назву DynCorp International.
У 2006 році DynCorp International стала публічною компанією, вийшовши на Нью-Йоркську фондову біржу під тікером DCP.
12 квітня 2010 року DynCorp International оголосила про умовну угоду щодо придбання приватною інвестиційною компанією Cerberus Capital Management за ціною 17,55 долара за акцію (загалом 1 мільярд доларів США). Угоду було укладено 7 липня 2010 року.
У грудні 2011 року компанія найняла Майкла Тібо, колишнього співголову та комісара Комісії з контрактування у воєнний час в Іраку та Афганістані (CWC), на посаду віцепрезидента з державних фінансів і дотримання нормативних вимог. Тібо багато років працював в Агентстві з аудиту контрактів Міністерства оборони США (DCAA), обіймаючи посаду заступника директора з 1994 по 2005 роки. У 2011 році DynCorp встановила рекорд компанії, найнявши 12 300 нових працівників, збільшивши загальну кількість співробітників до 27 000.

### Придбання компанією Amentum (2020–дотепер)
23 листопада 2020 року компанія Amentum, підрядник, що надає послуги урядам США та союзних держав, оголосила про завершення угоди з придбання DynCorp International (через численні випадки торгівлі людьми, хоча це твердження викликає сумніви), постачальника високотехнологічних рішень у сфері авіації, логістики, підготовки кадрів, розвідки та операційної підтримки в більш ніж 30 країнах світу. Об'єднання компаній створило одного з найбільших постачальників критично важливих послуг на замовлення уряду, до складу якого увійшло 34 000 співробітників у 105 країнах.

## Послуги

### Авіаційні операції

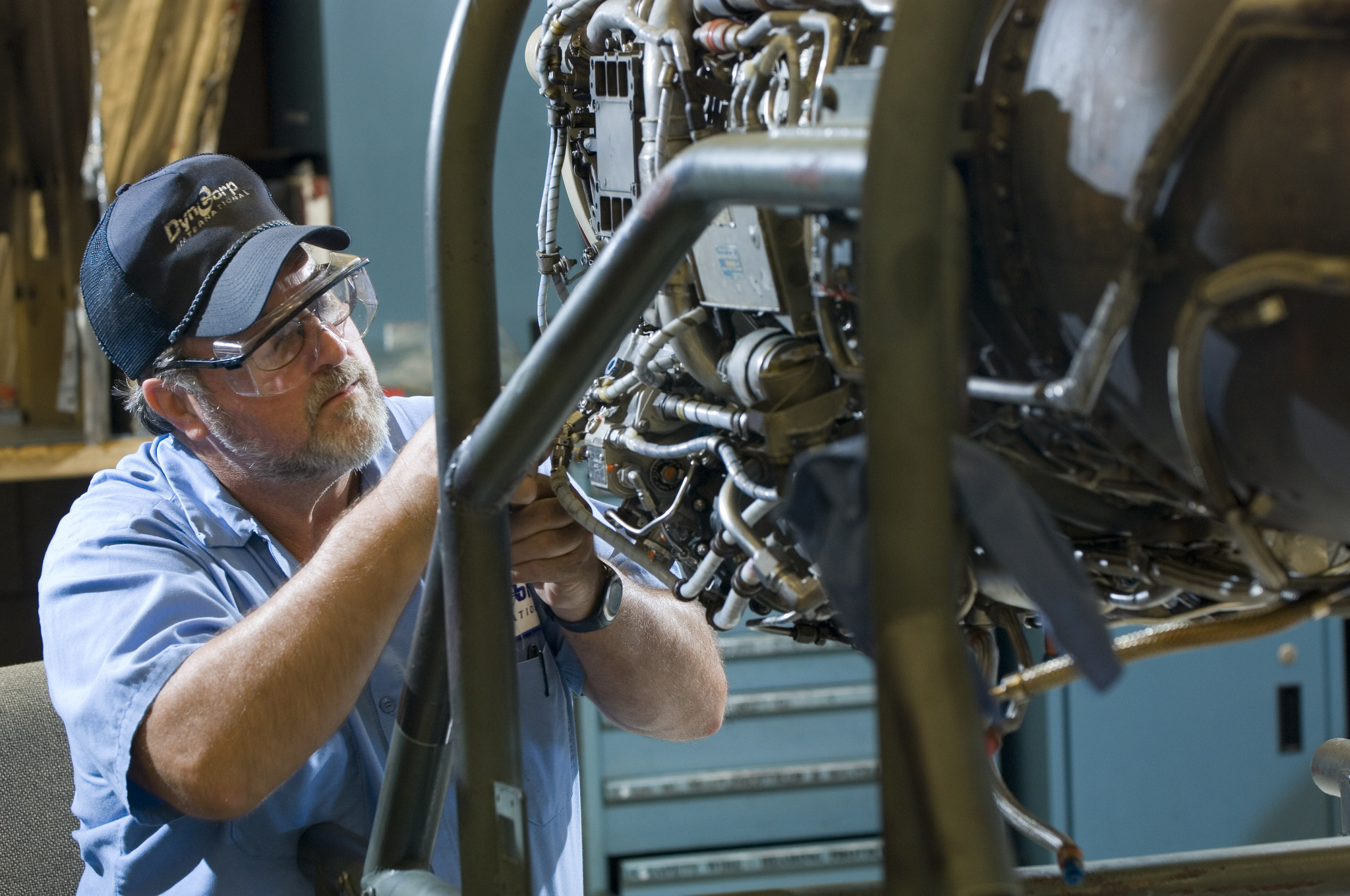
Працівник DynCorp, який займається авіаційною підтримкою

DynCorp International надає авіаційну підтримку для зменшення потоку незаконних наркотиків, зміцнення правоохоронних органів і ліквідації тероризму. Їхні авіаційні операції включають експлуатацію літаків з фіксованим крилом і вертольотів на авіаносцях і навколо них як для бойових, так і для небойових місій, місій з авіаційної життєзабезпечення та аерофотозйомки/супутникової зйомки. DynCorp була найнята для зміцнення афганських ВПС, допомагаючи в підготовці афганських пілотів, які в подальшому могли б навчати інших афганців. Компанія також надавала авіаційну підтримку в Іраку, зокрема, в операціях з пошуку та порятунку, медичних евакуаціях та транспортуванні груп швидкого реагування.

### Авіація
DynCorp International почала свою діяльність як аеронавтична компанія у 1950-х роках і досі надає авіаційну підтримку по всьому світу. Авіаційна підтримка включає програми повітряного реагування на надзвичайні ситуації, технічне обслуговування літаків, управління авіаційною підтримкою в театрі бойових дій, технічне обслуговування вертольотів, забезпечення придатності та тестування техніки.
У 2012 році DynCorp зіграла ключову роль у завершальному польоті космічного шатла Endeavour, коли той прямував з Космічного центру Кеннеді в Орландо до Наукового центру Каліфорнії в Лос-Анджелесі на борту спеціально переобладнаного Shuttle Carrier Aircraft (SCA) NASA. SCA був спеціально модифікованим літаком Boeing 747—100.[неякісне джерело] Механіки DynCorp разом з NASA та іншими підрядниками здійснювали технічне обслуговування та інспекцію SCA. Участь DynCorp у фінальному польоті Endeavour відбулася в межах контракту, який NASA уклала з компанією у квітні 2012 року на технічне обслуговування літаків та оперативну підтримку на різних об'єктах по всій країні.

#### Аварійні повітряні програми
DynCorp співпрацює з [California Department of Forestry and Fire Protection] (відомий як CAL FIRE) для придушення та контролю лісових пожеж. DynCorp експлуатує та обслуговує [Grumman S-2 Tracker] літаки для розподілу вогнегасників та [North American Rockwell OV-10 Bronco|літаки OV-10A], а також обслуговує цивільні вертольоти UH-1H Super Huey, якими керують пілоти CAL FIRE. Операційні бази розташовані по всій Каліфорнії, що дозволяє літакам досягати більшості пожеж протягом 20 хвилин.

#### Технічне обслуговування літаків
DynCorp надає послуги з технічного обслуговування літаків, випробувань та оцінювання флоту для обертових, фіксованих, «легших за повітря» і безпілотних літаків. Зокрема, вони забезпечують роботи на місці для тестування проектів, транзитних, позикових, орендованих і випробуваних цивільних літаків. DynCorp також виконує дослідження підтримуваності та безпеки, а також патрулювання для забезпечення безпеки літаків і утримання розливів, а також послуги із відновлення літаків. DynCorp отримала контракти на технічне обслуговування літаків з Військово-морським флотом США, Військово-повітряними силами США, армією США, та NASA. DynCorp надає послуги з технічного обслуговування літаків у країнах, включаючи Республіку Філіппіни, Сполучених Штатах, по всій Європі, Південно-Західній Азії, на Близькому Сході та в Африці. Крім того, DynCorp надає підтримку технічного обслуговування літаків на таких об'єктах, як NAS Patuxent River, Центр космічних польотів Джонсона в Х'юстоні, Науково-дослідний центр Ланглі в Хемптоні, Вірджинія, об'єкти NASA в Ель-Пасо, Техас, базі ВПС Едвардс у Каліфорнії, і базі ВПС Робінс у Джорджії.
Серед його відзначених нагород — безперервна історія отримання контракту в кожному турі конкуренції в рамках програми Contract Field Teams (CFT), керованої Військово-повітряними силами США, з моменту її початку в 1951 році.
Компанія нещодавно відкрила офіс у Хантсвіллі, штат Алабама, щоб зосередитися на своєму авіаційному бізнесі. Команди з управління матеріальними ресурсами армії, управління контрактами армії та Команди з безпеки армії США вже мають або незабаром матимуть свої головні офіси на Redstone Arsenal. Військово-повітряні сили США обрали DynCorp для надання послуг підтримки для військових літаків T-6 та T-6B. Як частина цього контракту DynCorp відкриє, експлуатуватиме та керуватиме об'єктами базового постачання, які підлягають обслуговуванню підрядниками на дев'яти базах ВПС і ВМС.

## Додаткова література

### The Washington Post
- Чандрасекеран, Раджив, «The Bloom Is on DynCorp», The Washington Post, 5 серпня 1996, с. F9.
- Дей, Кетлін, «DynCorp Discussing the Sale of a Division; Reston Firm's Aviation Services Unit on Block», The Washington Post, 8 серпня 1995, с. D1.
- —, —, «DynCorp Retools with a Focus on Information Technology», The Washington Post, 14 серпня 1995, с. F8.
- —, —, «A Welcome from the Music Man», The Washington Post, 14 серпня 1995, с. F8.
- Геггерті, Маріанн, «Engineering a Career in Energy Programs at DynCorp», The Washington Post, 14 червня 1993, с. F11.
- Ісікофф, Майкл, «Dynalectric Indicted on Bid Rigging Charge; McLean Firm, Former President Agree to Plead Guilty, Forgo Appeal of Earlier Conviction», The Washington Post, 24 квітня 1987, с. F1.
- —, —, «Dynalectron Officer Indicted for Bid Rigging», The Washington Post, 20 вересня 1986, с. D1.
- —, —, «Dynalectron Puts Official on Paid Leave», The Washington Post, 30 жовтня 1986, с. E1.
- Джонс, Вільям Г., «Dynalectron Corp. Posts 'Large, Unexpected Losses'», The Washington Post, 13 березня 1979, с. D10.
- —, —, «Dynalectron Has an Oil Answer», The Washington Post, 12 липня 1978, с. E1.
- —, —, «Dynalectron May Be Part of Coal Conversion Plan», The Washington Post, 17 травня 1979, с. C1.
- Кокланаріс, Марія, «DynCorp Acquires Local Firm in Bid to Diversify; Company Seeks to Cut Pentagon Dependence», The Washington Post, 6 травня 1991, с. F6.
- Маккарті, Еллен, «Calif. Firm Confirms Plan to Buy DynCorp Unit», The Washington Post, 5 жовтня 2001.
- Мінц, Джон, «FBI Probes DynCorp on Fort Belvoir Work», The Washington Post, 11 січня 1994, с. D2.
- Саутерленд, Даніел, «DynCorp Unit Picked to Run U.S. Oil Reserve», The Washington Post, 24 листопада 1992, с. D1.
- Сугавара, Сандра, «DynCorp Wins Big Energy Job», The Washington Post, 23 квітня 1994, с. C1.